# Сурдешти (Прахова)
Сурдешти (рум. Surdești) насеље је у Румунији у округу Прахова у општини Бреаза. Oпштина се налази на надморској висини од 575 m.

## Становништво
Према подацима из 2002. године у насељу је живело 221 становника, од којих су сви румунске националности.